# Nia Sanchez

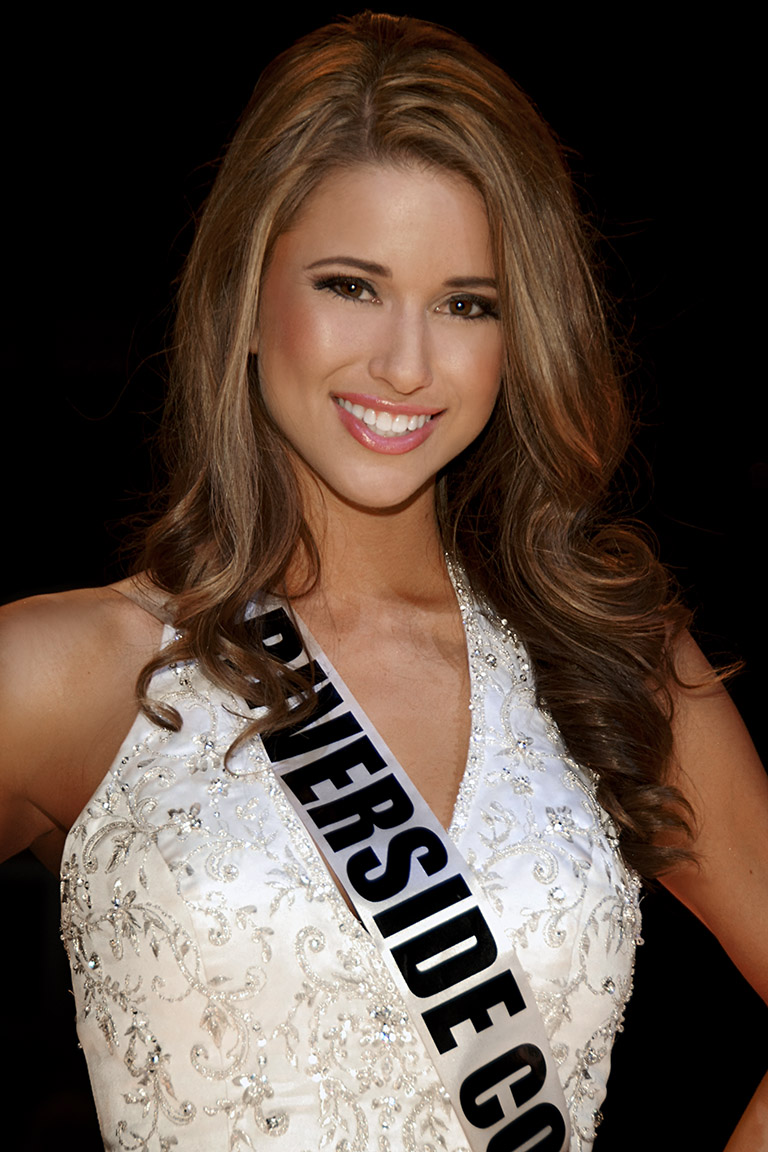
Nia Sanchez, Rancho Mirage, California

Nia Sanchez (nascida Nia Temple Sanchez em 15 de fevereiro de 1990) é uma atriz e modelo americana que venceu o Miss USA 2014. Miss USA 2014. Ela foi a primeira representante do estado de Nevada a vencer o concurso nacional e ficou em 2º lugar no Miss Universo 2014, realizado em Miami.
Ela nasceu em Sacramento, Califórnia, sendo filha de David Sanchez, de descendência germano-mexicana, e de Nicole Sanford. Seus pais se divorciaram quando ela tinha 6 anos.
Nia luta taekwondo e estudou ballet e jazz. Antes de competir em concursos de beleza, ela viajou por 12 países e trabalhou como babá na Europa e como Princesa da Disney na Disneylândia de Hong Kong. Ela também visitou o México, país de seus antepassados, algumas vezes.
Nia participou do episódio 17 da 14 temporada do programa O Vestido Ideal, no qual escolheu o vestido de noiva para seu casamento.

## Participação em concursos de beleza

### Miss California USA 2010
Nia participou do concurso tendo ficado em 3º lugar. Ela tentou novamente vencer o Miss Califórnia em 2011 e 2012, mas não conseguiu.

### Miss Nevada USA 2014
Representando South Las Vegas, Sanchez foi coroada Miss Nevada em 12 de janeiro de 2014.

#### Controvérsia
Após vencer o Miss Nevada USA, Nia foi acusada de não ter cumprido as regras para se inscrever no concurso, uma vez que não teria residência fixa em Nevada por 6 meses antes do concurso. Ela negou e a MUO negaram isso, dizendo que Nia preenchia todos as regras.

### Miss USA 2014
Representando Nevada, Nia foi coroada Miss USA 2014 em Baton Rouge, Louisiana em 8 de junho de 2014. Ela foi a 4ª miss de ascendência latina a vencer o Miss USA.

### Miss Universe 2014
Em 25 de janeiro de 2015, em Doral, Miami, Nia acabou em 2º lugar no Miss Universo 2014, atrás apenas da vencedora, Paulina Vega.

#### Nota[2]
Nia também participou do Miss Turismo Latina 2009, Miss América Latina e Reina Mundial del Banano 2011.